# Polypera (schimmelgeslacht)
Polypera is een geslacht van schimmels uit de familie van de Sclerodermataceae.

## Soorten
Volgens Index Fungorum telt het geslacht twee soorten (peildatum december 2021):
| Soortnaam          | Auteur(s) | Publicatiejaar |
| ------------------ | --------- | -------------- |
| Polypera clavata   | Pers.     | 1818           |
| Polypera crassipes | Ficinus   | 1823           |